# Druhá anglo-maráthská válka
Druhá anglo-maráthská válka (1802–1805) byla druhým konfliktem ze série anglo-maráthských válek mezi Britskou východoindickou společností a Maráthskou říší.

## Pozadí
V první anglo-maráthské válce Britové podpořili „uprchlíka“ péšvu Raghunathrao. Raghunathrao poté vládl dál jako péšva spolu se svým synem Bádží Ráo II. Bádží nebyl tak odvážný bojovník jako jeho otec, zato byl skvělý lhář a intrikán. Podařilo se mu znepřátelit si Yashwantraoa Rao Holkara, když nechal zabít jednoho z Holkarových příbuzných.
Impérium Maráthů v té době sestávalo z konfederace států pěti hlavních vládců: péšva (předseda vlády) v hlavním městě Puné, dynastie Gaekwad v Barodě, dynastie Šinda vládnoucí v Gwalioru, dynastie Holkar vládnoucí v Indauru a Bhonsle v Nágpuru. Maráthská říše se zmítala v neustálých vnitřních rozbrojích. Lord Mornington, generální guvernér Britské Indie, opakovaně nabídl uzavření doplňkové smlouvy péšvovi i Šindovi ale Nana Fadnavis takové řešení rázně odmítl. V říjnu 1802 byly spojené armády péšvy Bádží Ráo II. a Šindy poraženy Yashwantrao Holkarem, vládcem Indauru v bitvě u Poony. Bádží uprchl pod britskou ochranu a v prosinci téhož roku uzavřel s Britskou Východoindickou společností v Basseinu smlouvu, která byla počátkem ukončení existence Maráthské říše jako mocnosti. Britská východoindická společnost se poté v roce 1818 stala rozhodující silou v Západní Indii. Smlouva tak byla v podstatě „umíráčkem říše Marátha“.

## Válka

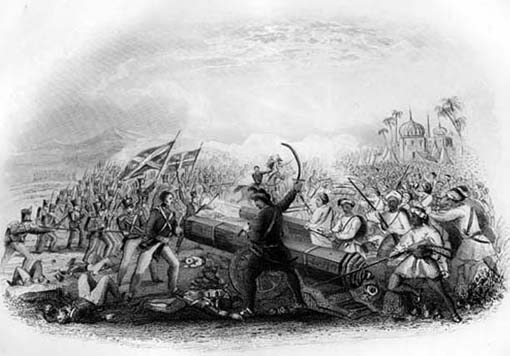
Bitva u Assaye, 1. prapor 8. pluku domorodé pěchoty útočí na dělo, vedený Hughem Macintoshem

Tento akt ze strany péšvy, nominálního vládce říše, zděsil a znechutil ostatní členy konfederace, zejména Šindu vládnoucí v Gwalioru a Bhonsalu v Nágpuru.
Britská strategie byla: Arthur Wellesley zabezpečí Dekánskou plošinu, Gerard Lake obsadí Doab a poté Dillí, Powell vstoupí do Bundelkhandu (stát Uttarpradéši), Murray s Badochem a Harcourt převezmou Bihár. Britové měli k dispozici více než 53 000 mužů, kteří jim pomohli dosáhnout cíle.
V září 1803 Šinda prohrál s Gerardem Lakem u Dillí a s Arthurem Wellesleym u Assaye. Dne 18. října britské síly obsadily pevnost Asirgarh v Madhjapradéši se ztrátou dvou zabitých a pěti zraněných. Posádka pevnosti se vzdala 21. září, poté co Britové pohrozili dělostřelectvem. V listopadu porazil Gerard Lake další síly Šindy u Laswari, následovalo vítězství Wellesleye nad silami Bhonsaleho v Argaonu (nyní Adgaon) dne 29. listopadu 1803. Holkarští vládci Indauru se nakonec také připojili k válce a přinutili Brity uzavřít mír.

## Důsledky
Dne 17. prosince 1803 podepsal Raghoji II. Bhonsale po bitvě u Argaonu s Brity smlouvu, ve které se vzdal provincie Katak (angl. Cuttack), včetně části Mughalské říše, pobřežní část Urísy, přístavu Balasore a části regionu Medinipur v Západním Bengálsku.
Dne 30. prosince 1803 podepsal Daulat Šinda po bitvě u Assaye a bitvě u Laswa rsmlouvu s Brity. Postoupil Britům Rohtak, Gurgaon, Ganges-Jumna Doab, region Dillí-Agra, části Bundelkhandu, Broach, některé okresy Gudžarát a pevnost Ahmmadnagar.
Britové zahájili vojenské akce proti Yashwantraovi Holkarovi dne 6. dubna 1804. Smlouva z Rádžgiru podepsaná 24. prosince 1805 přinutila Holkara, aby se vzdal regionu Tonk a Bundi v Rádžasthánu a Rájpúru v Čhattísgarhu.